# Prorrhesis
La prorrhesis era una parte dei Misteri Eleusini, ossia l'annuncio ufficiale dell'inizio dei riti. Questo annuncio avveniva nel quindicesimo giorno di Boedromione (settembre) e veniva dato dagli ierofanti.